# En vitesse
Pour les articles homonymes, voir Speedy.
Pour plus de détails, voir Fiche technique et Distribution.

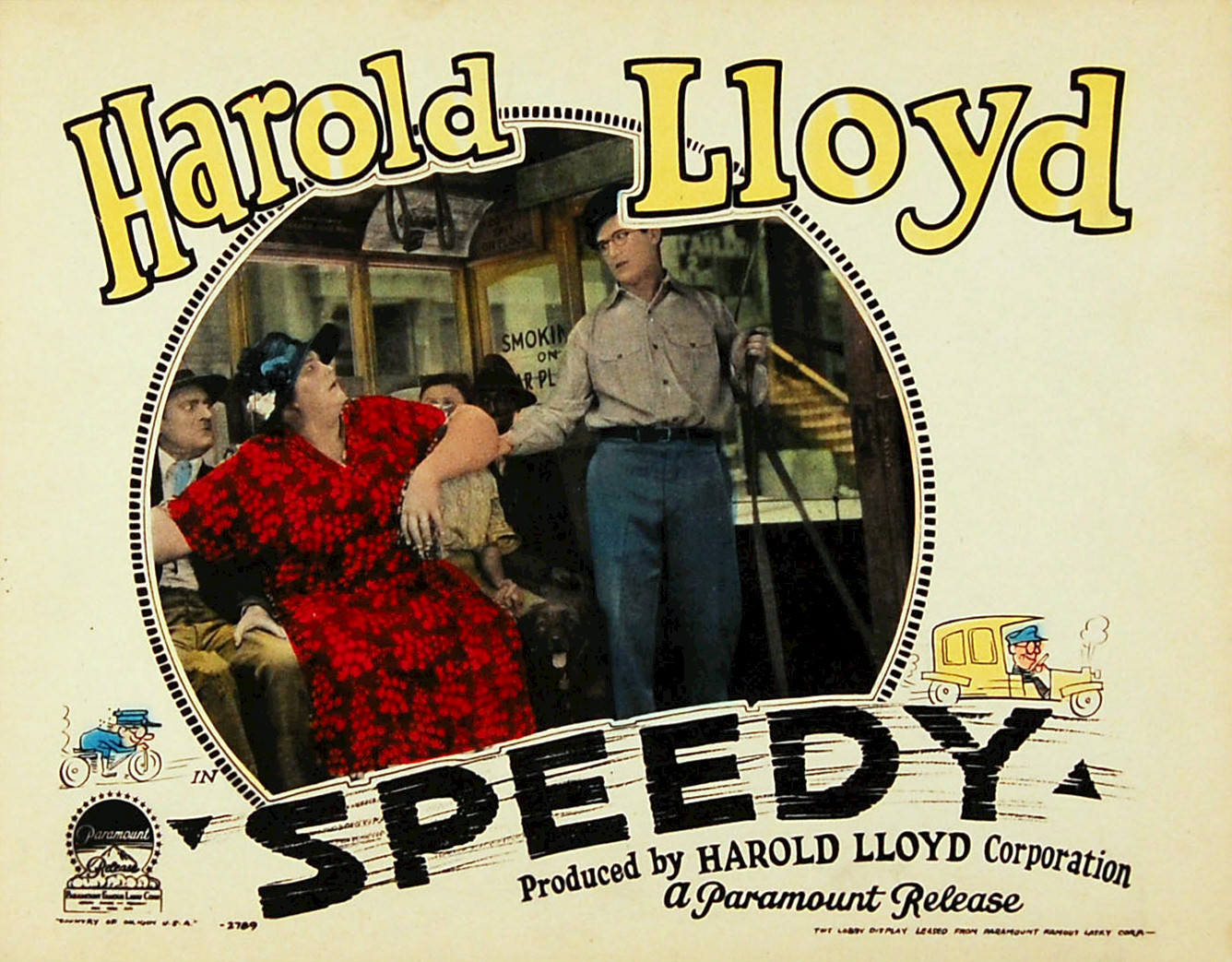
Affiche promotionnelle du film

En vitesse (Speedy) est un film muet américain réalisé par Ted Wilde, sorti en 1928.

## Synopsis
Harold Swift, surnommé Speedy, vit de petits boulots à New York. Amoureux de la fille du propriétaire de la dernière ligne de tramway à cheval de New York, il va tout faire pour que son beau-père puisse vendre son affaire au meilleur prix… 

## Fiche technique
- Titre : En vitesse
- Titre original : Speedy
- Réalisation : Ted Wilde
- Scénario : John Grey, Howard Emmett Rogers et Lex Neal
- Photographie : Walter Lundin
- Montage : Carl Himm
- Pays d'origine : États-Unis
- Format : Noir et blanc - 1,33:1 - Film muet
- Genre : Comédie
- Durée : 85 minutes
- Date de sortie : 1928

## Distribution
- Harold Lloyd : Harold 'Speedy' Swift
- Ann Christy : Jane Dillon
- Bert Woodruff : Pop Dillon
- Brooks Benedict : Steve Carter
- Babe Ruth : George Herman Ruth

Et parmi la distribution non créditée :
- Jack Hill : figuration
- Sam Lufkin : figuration